# Skänninge stadga
Se även Skänninge stadga (1335)
Skänninge stadga är en förordning som utfärdades av Magnus Ladulås på herredagen i Skänninge 1284. Den innehåller flera olika bestämmelser, men i synnerhet de som reglerar kungens och stormännens hirder har uppmärksammats. Dessa begränsas, så att kungens bror, hertig Bengt får ha 40 män, biskopar 30, övriga rådsmedlemmar 12, svenner av vapen och kaniker 4, övriga 2.
Dessutom fastslås kungsfrid, förbud mot "lönnligt samband" (sammansvärjningar), kungligt skydd av föräldralösa barn, änkor och åldringar, förbud att okallad komma på en herredag, samt reglering av gårdsrätten, som gällde för riddare och svenner av vapen vid kungen och möjligen stormännens gårdar.